# Гай Цестий Галл (консул-суффект 42 года)
Гай Цестий Галл (лат. Gaius Cestius Gallus) — политический деятель эпохи ранней Римской империи.
Его отцом был консул 35 года Гай Цестий Галл. В 63 году он был назначен легатом пропретором провинции Сирии, вначале без командования войсками, дислоцированными там, которые оставались под руководством Гнея Домиция Корбулона. В 66 году Галл во главе легионов попытался принудительно положить конец конфликту в Иудее, где прокуратор Гессий Флор вступил в конфликт с еврейским населением, который перерос в Первую Иудейскую войну. Когда Флор покинул Иерусалим и его войска были разбиты, Галл, как магистрат, имевший высшую военную власть в стране, должен был начать действовать. К нему немедленно же явилось посольство от Флора и от евреев. Галл, однако, не сразу взялся за оружие, но послал в Иерусалим своего трибуна Неаполитана, который вместе с Агриппой II безуспешно старался успокоить народ. Когда враждебные действия фактически начались, Галл двинулся из Антиохии в Иудею.
Вдоль морского берега он совершил расправу над иудеями, до основания сжег город Хабулон, умертвил 8 тысяч евреев в Яффе и прибыл во время праздника Кущей в Лидду, которая была совершенно покинута жителями. Он расположился лагерем в Гаваоне, но здесь подвергся нападению со стороны иерусалимских евреев и едва не был разбит. После этого Галл двинулся ближе к Иерусалиму, на так называемый Скоп, и занял и сжег пригород Безету, которую евреи совершенно не защищали, в продолжение пяти дней штурмовал внутреннюю стену и уже почти разрушил северную стену, защищавшую храм, как должен был отступить, преследуемый евреями. Последние внезапно напали на него в Гаваоне и принудили его поспешно отступить, бросив военные припасы. Его лучший помощник, которого Галл оставил для прикрытия, был убит в узком проходе у Бет-Хорона. Нерон, бывший в то время в Ахайе, услышал ο поражении, и военная карьера Галла была окончена. По-видимому, он вскоре после этого скончался.